# Dudzele
Dudzele är en ort i Belgien.   Den ligger i provinsen Västflandern och regionen Flandern, i den nordvästra delen av landet, 90 km nordväst om huvudstaden Bryssel. Dudzele ligger 3 meter över havet och antalet invånare är 2 453.
Terrängen runt Dudzele är mycket platt. Runt Dudzele är det tätbefolkat, med 591 invånare per kvadratkilometer.. Närmaste större samhälle är Brygge, 7,2 km söder om Dudzele. 
Trakten runt Dudzele består till största delen av jordbruksmark.